# Vacância por incapacidade moral no Peru
A vacância da Presidência da República do Peru por declaração de incapacidade moral permanente é um dos casos de vacância do chefe de Estado contemplado no Artigo 113 da Constituição Política do Peru de 1993, cuja origem remonta à Constituição de 1839.
O processo difere de uma destituição ou impeachment (contemplado no Artigo 99 da Constituição apenas para as infrações previstas no Artigo 117), pois ocorre a partir de uma declaração do Congresso da República, que, se aprovada, origina um vácuo de poder, pelo qual procede-se à sucessão legal. A referida declaração de incapacidade moral, regulamentada como Controle Político no Regimento do Congresso da República, é considerada pela doutrina constitucional peruana como uma julgamento político sui generis.

## Processo
A declaração de incapacidade moral permanente do Presidente da República compete ao Congresso da República, para o qual é realizado o seguinte procedimento estabelecido no Regulamento do Congresso:
«Artigo 89-A. O procedimento para requerer a vacância da Presidência da República, pela causa prevista no inciso 2 do artigo 113 da Constituição, rege-se pelas seguintes regras:

a) O pedido de vacância é formulado mediante moção da ordem do dia, assinada por, no mínimo, vinte por cento do número legal de congressistas, especificando os fundamentos de facto e de direito em que se baseia, bem como os documentos que o comprovam ou, na sua falta, a indicação do local onde se encontram os referidos documentos. Tem preferência na ordem do dia e é observada antes de qualquer outra moção pendente na agenda. Recebido o pedido, é enviada cópia do mesmo, com a maior brevidade possível, ao Presidente da República.
b) Para a admissão do pedido de vacância, requer-se o voto de pelo menos quarenta por cento dos congressistas competentes. A votação é realizada inevitavelmente na sessão seguinte àquela em que a moção foi apresentada.
c) O Plenário do Congresso fixa dia e hora para o debate e a votação do pedido de vacância, sessão que não pode ser realizada antes do terceiro dia seguinte ao da votação da admissão do pedido ou após o décimo, salvo que quatro quintos do número legal de congressistas concordem com um prazo mais curto ou com seu debate e votação imediatos. Se necessário, é convocada sessão especial para esse fim. O Presidente da República cuja vacância seja objeto do pedido poderá exercer o seu direito de defesa pessoalmente ou fazer-se assistir por advogado, até sessenta minutos.
d) O acordo que declare a vacância da Presidência da República, pelas razões previstas no inciso 2 do artigo 113 da Constituição, requer uma votação qualificada não inferior a 2/3 do número legal de membros do Congresso e consta na Resolução do Congresso.
e) A resolução declarando a vacância é publicada no diário oficial dentro de vinte e quatro horas após o recebimento da transmissão enviada pelo Congresso. Na falta disso, o Presidente do Congresso ordena que seja publicado num dos jornais de maior circulação nacional, sem prejuízo das responsabilidades que daí advenham.

f) A resolução que declara a vacância vigora a partir do momento em que for comunicada ao Presidente do Conselho de Ministros ou seja feita a sua publicação, consoante o que ocorrer primeiro."».— Regulamento do Congresso.
Cabe mencionar que até 2004 não havia um procedimento que estabelecesse claramente a forma de aplicação do artigo constitucional correspondente, razão pela qual o Acórdão do Tribunal Constitucional n.º 0006-2003-AI/TC estabeleceu como critério que a destituição do presidente da República só deveria ser aprovada com uma votação qualificada de pelo menos dois terços do número legal de congressistas, instando o Congresso a legislar sobre o assunto para preencher o vácuo legal até então existente. Em resposta a isso, por meio da Resolução Legislativa do Congresso n.º 030-2003-CR, foi introduzido o artigo 89-A no Regimento do Congresso.

## Usos
| Data                   | Foto | Presidente             | Resultado                                                         | Detalhes |
| ---------------------- | ---- | ---------------------- | ----------------------------------------------------------------- | --- |
| 23 de junho de 1823    |      | José de la Riva Agüero | Vacância presidencial                                             | Em junho, reuniram-se 38 dos 69 deputados e, com 27 votos a favor, foi aprovada a "exoneração do comando supremo". Alegou-se que as derrotas sofridas nos combates nos meses anteriores demostraram que Riva Agüero não estava apto para liderar o país. |
| 4 de fevereiro de 1914 |      | Guillermo Billinghurst | Vacância presidencial                                             | Desde o final de 1913, Billinghurst planejava a dissolução do Congresso; paralelamente, os parlamentares concordaram em declarar a incapacidade moral para reger os destinos do Peru em um manifesto à nação. No entanto, o golpe de Estado de Óscar Benavides removeu Billinghurst do poder, posteriormente o Congresso publicou o manifesto declarando a vacância e aceitou a formação de uma Junta de Governo. |
| 9 de abril de 1992     |      | Alberto Fujimori       | Vacância presidencial não reconhecida pelas Forças Armadas.       | Após o autogolpe de 5 de abril de 1992, no dia 9 de abril de 1992, o Congresso dissolvido inconstitucionalmente por Fujimori reuniu-se na casa da deputada pelo Partido Popular Cristão Lourdes Flores Nano (99 deputados e 36 senadores) e declarou a incapacidade moral permanente de Alberto Fujimori e com ela a vacância da Presidência da República. |
| 21 de novembro de 2000 |      | Alberto Fujimori       | Vacância presidencial                                             | Vacância presidencial contra Alberto Fujimori Em 14 de setembro de 2000, foi divulgado um vídeo mostrando Montesinos subornando membros de outros partidos para apoiar Fujimori. Dois dias depois, e após o surgimento de novos vídeos, Alberto Fujimori convocou eleições parlamentares e presidenciais nas quais não participaria. Em 19 de novembro, Fujimori renunciou ao cargo via fax do Japão. No entanto, em 21 de novembro, o Congresso não aceitou sua renúncia e procedeu à sua destituição por incapacidade moral. |
| 21 de dezembro de 2017 |      | Pedro Pablo Kuczynski  | Vacância presidencial não é declarada                             | Primeiro processo de vacância presidencial contra Pedro Pablo Kuczynski Suspeitas de atos de corrupção supostamente cometidos por Kuczynski quando era ministro (2004-2006) |
| 22 de março de 2018    |      | Pedro Pablo Kuczynski  | Antes da votação da vacância presidencial, o presidente renuncia. | Segundo processo de vacância presidencial contra Pedro Pablo Kuczynski Após o escândalo dos Kenjivideos, o presidente Kuczynski renunciou à Presidência da República antes que o Congresso procedesse à votação da vacância presidencial. |
| 18 de setembro de 2020 |      | Martín Vizcarra        | Vacância presidencial não é declarada                             | Primeiro processo de vacância presidencial contra Martín Vizcarra Teria enganado e obstruído as investigações no Congresso e nos tribunais criminais. |
| 9 de novembro de 2020  |      | Martín Vizcarra        | Vacância presidencial                                             | Segundo processo de vacância presidencial contra Martín Vizcarra A moção argumentava que Vizcarra teria "de maneira reiterada e permanente faltado com a verdade ao país" sobre supostos atos de corrupção cometidos quando era governador regional de Moquegua. |
| 25 de novembro de 2021 |      | Pedro Castillo         | Não procede-se a admissão ao debate da vacância presidencial      | Primeiro processo de vacância presidencial contra Pedro Castillo Por nomear personalidades questionáveis e estar envolvido em atos de corrupção. |
| 8 de março de 2022     |      | Pedro Castillo         | Vacância presidencial não é declarada                             | Segundo processo de vacância presidencial contra Pedro Castillo Pelas contradições e supostas mentiras nas investigações fiscais, pelas alegadas promoções irregulares nas Forças Armadas e a adjudicação do projeto Puente Tarata a uma empresa ligada ao lobista Karelim López. |
| 7 de dezembro de 2022  |      | Pedro Castillo         | Vacância presidencial                                             | Terceiro processo de vacância presidencial contra Pedro Castillo Devido aos indícios de corrupção e aos autos fiscais que o acusam de ser líder de uma organização criminosa, tráfico de influência e conluio. Adicionalmente, poucas horas antes de Castillo ir ao Congresso para sua defesa, anunciou ilegalmente a dissolução do Congresso e outras medidas inconstitucionais; ação que fez com que o Congresso votasse a favor da vacância. Por fim, Castillo foi preso por tentativa de violação da ordem constitucional. |